# Silvano Bertolin
Silvano Bertolin (* 1938 in Casarsa della Delizia bei Pordenone) ist ein italienischer Restaurator und Bildhauer.
Silvano Bertolin ist Sohn eines Schneiders. Seine künstlerische Begabung wurde schon frühzeitig in der Schule von einem Lehrer erkannt, der die Eltern auch dazu brachte, Bertolin in dieser Richtung ausbilden zu lassen. Er wurde nach einer über sieben Tage gehenden Aufnahmeprüfung an der renommierten Kunsthochschule von Spilimbergo angenommen. Dort wurde Bertolin malen, modellieren und zeichnen beigebracht. An der Schule bekam er auch seine erste Arbeitsstelle als Mosaikbildner. Anschließend arbeitete er im selben Beruf für Villeroy & Boch. 1963 bekam er Angebote aus Paris und München, um als Restaurator zu arbeiten. Er entschied sich dafür, das Angebot der Glyptothek München anzunehmen. Schon nach kurzer Zeit leitete er die dortige Restaurationswerkstatt. Er führte neun Jahre lang eines der größten Restaurierungsprojekte der Nachkriegsgeschichte durch, die Restaurierung der Ägineten. Unter seiner Leitung wurde der gesamte Skulpturenbestand der Glyptothek restauriert.
Anschließend arbeitete er am Liebieghaus Frankfurt, in der Antikensammlung des Württembergischen Landesmuseums Stuttgart, am Aphaia Museum auf Ägina, im Antikenmuseum Basel, dem Nationalmuseum Athen, dem J. Paul Getty Museum, in Los Angeles, dem Louvre und in Sakkara. Besonders wichtig war auch die Restaurierung der Skylla-Gruppe in Sperlonga. Die kolossale Figurengruppe restaurierte er aus tausenden, 1957 gefundenen Stücken. 1994 nahm er einen Auftrag des Museo del Prado in Madrid an. Mit Unterbrechungen wirkte er dort sechs Jahre und restaurierte in dieser Zeit den Skulpturenbestand des Museums. Danach arbeitete er an der Antikensammlung Berlin und restaurierte, unter der Beteiligung vor allem von mehreren Familienmitgliedern, die Friese des Pergamonaltars.
1996 wurde Bertolin in seiner Heimatstadt für seine kulturellen Verdienste als Mann des Jahres ausgezeichnet. Sein Sohn Frank Bertolin ist ebenfalls Restaurator und Architekt. Die Arbeit Bertolins wird von dessen Frau seit 1965 organisiert. Bertolin wirkt als Restaurator von Skulpturen, Friesen und Mosaiken, nimmt Abdrücke von Originalen (bislang weit über 5000) und sucht in Steinbrüchen nach passendem Marmor für Ergänzungen. Er gilt als einer der fähigsten Restauratoren seiner Generation.